# Huệ Lai
Huệ Lai (giản thể: 惠来县; phồn thể: 惠來縣; Hán-Việt: Huệ Lai huyện; bính âm: Huìlái Xiàn) là một huyện duyên hải duy nhất của địa cấp thị Yết Dương, tỉnh Quảng Đông, Trung Quốc.
Huệ Lai có diện tích đất liền 1048,7 km², diện tích vùng biển là 7.689 km², đường bờ biển dài khoảng 82 km. Dân số toàn huyện năm 2006 là khoảng 1,14 triệu người. Chính quyền nhân dân huyện Huệ Lai đặt tại trấn Huệ Thành. Nhà máy phong điện Thạch Bi có tổng công suất 100.000 kW, là nhà máy điện gió công suất lớn nhất tại Quảng Đông.
Nhiệt độ trung bình hàng năm của Huệ Lai là 21 °C và lượng mưa trung bình hàng năm khoảng 1723 mm, trung bình hàng năm có 2039 giờ nắng.
Trên địa bàn huyện Huệ Lai có tuyến quốc lộ 324 và một số tuyến tỉnh lộ chạy qua. Ngoài ra, trên địa bàn còn có tuyến đường cao tốc Thâm Quyến-Sán Đầu, đường sắt cao tốc Hạ Môn-Thẩm Quyến. Huệ Lai có cảng Thần Tuyền (神泉港) và cảng Tĩnh Hải (靖海港).

## Hành chính
Trấn
- Huệ Thành trấn (惠城镇)
- Hoa Hồ trấn (华湖镇)
- Tiên Am trấn (仙庵镇)
- Tĩnh Hải trấn (靖海镇)
- Chu Điền trấn (周田镇)
- Tiền Chiêm trấn (前詹镇)
- Thần Tuyền trấn (神泉镇)
- Đông Lũng trấn (东陇镇)
- Kì Thạch trấn (岐石镇)
- Long Giang trấn (隆江镇)
- Khê Tây trấn (溪西镇)
- Ngao Giang trấn (鳌江镇)
- Đông Cảng trấn (东港镇)
- Quỳ Đàm trấn (葵潭镇)